# Église Saint-Pierre de Charenton-le-Pont
Pour les articles homonymes, voir Église Saint-Pierre.
L'église Saint-Pierre est une église catholique de Charenton-le-Pont, dans le département français du Val-de-Marne en région Île-de-France. Elle est consacrée à l'apôtre Pierre.

## Localisation
L'entrée de l'église est située sur la place de l'Église à Charenton-le-Pont. Elle est bordée sur son côté nord-ouest par la rue de la République, au sud-ouest par la rue de Paris et sur ses côtés nord-est et sud-est par la rue Alfred-Savouré.

## Historique

### Ancienne église Saint-Pierre

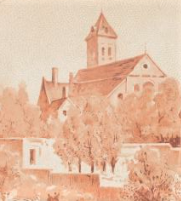
Ancienne église de Conflans.

L'église Saint-Pierre du village de Conflans était située à l'angle de la rue du Séminaire-de-Conflans et de l'actuelle rue du Président-Kennedy, à l'emplacement du lycée Notre-Dame des Missions, à proximité de l'ancien château de Conflans. Jusqu'en 1825, elle était entourée du cimetière de Conflans-Charenton qui fut déplacé à un emplacement compris entre la rue de Conflans et l'actuelle rue Jean-Pigeon, ce deuxième cimetière étant lui même transféré en 1847 dans le bois de Vincennes (cimetière ancien de Charenton) lors de la construction de la voie ferrée.
L'église du XIIIe siècle fut agrandie au XVe siècle et dotée d'un clocher au XVIe siècle avec 8 cloches dont une a été conservée dans la nouvelle église. Elle comportait 3 nefs et 7 travées voûtées.
Sa paroisse dépendait au Moyen Âge de l'abbaye de Saint-Martin-des-Champs à Paris à la suite d'une donation de l'évêque de Paris en 1098 confirmée par des bulles papales au XIIe siècle. Cette paroisse s'étendait du pont de Charenton jusqu'à Bercy et jouxtait jusqu'en 1712 l'immense paroisse Saint-Paul de Paris.
L'église est désaffectée en 1849 puis détruite pour agrandir en 1867 les bâtiments de la Congrégation des Dames du Sacré-Cœur.

### Église actuelle
L'église Saint-Pierre est construite entre 1857 et 1859 par l'architecte Claude Naissant.
En 1882, à la suite de différends entre la commune de Charenton-le-Pont et le clergé catholique, la mairie fait graver sur la façade les inscriptions « Liberté, Égalité, Fraternité » et « Propriété communale ».
En 1916, deux nouveaux bas-côtés sont construits de part et d'autre de l'édifice. Ils sont reliés par un déambulatoire qui fait le tour de l'arrière du bâtiment.

## Architecture
Le plan de l'église est en croix latine.
La façade de l'église, sur la place, comporte de part et d'autre du porche six baies, dont quatre abritent des statues des Évangélistes. Au-dessus du porche, l'église à une partie surélevée. Cette partie comporte trois baies, abritant une statue de saint Pierre et deux vitraux. Au-dessus du porche, les inscriptions « République française » et « Liberté, Égalité, Fraternité » sont gravées dans la pierre. L'inscription « Propriété communale » est également gravée, en plus petit, légèrement à droite.
La nef se déploie de chaque côté avec six colonnes la séparant des collatéraux ; elles symbolisent les douze Apôtres. le chevet est surmonté d'une demi-coupole. Les bas-côtés abritent chacun une chapelle : celle des fonts baptismaux à gauche et celle du saint sacrement à droite. Un orgue Cavaillé-Coll est situé au-dessus de l'entrée.
Le clocher de l'église mesure 37 m de hauteur et possède trois cloches : Nicolle-Catherine (qui provient de l'ancienne église), Jeanne d'Arc et Thérèse de l'Enfant-Jésus.

## Mobilier

### Sculptures

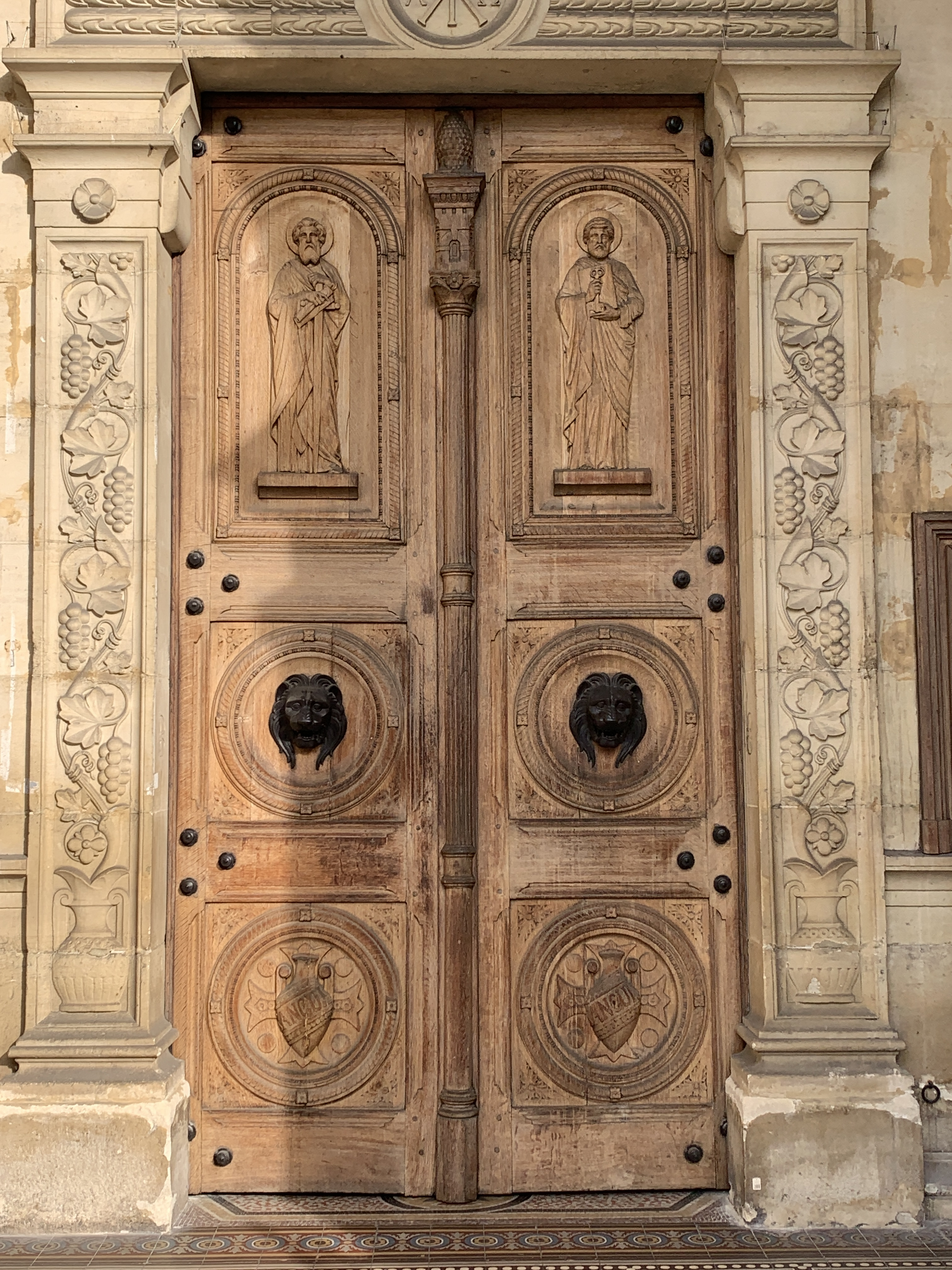
La portail de l'église.

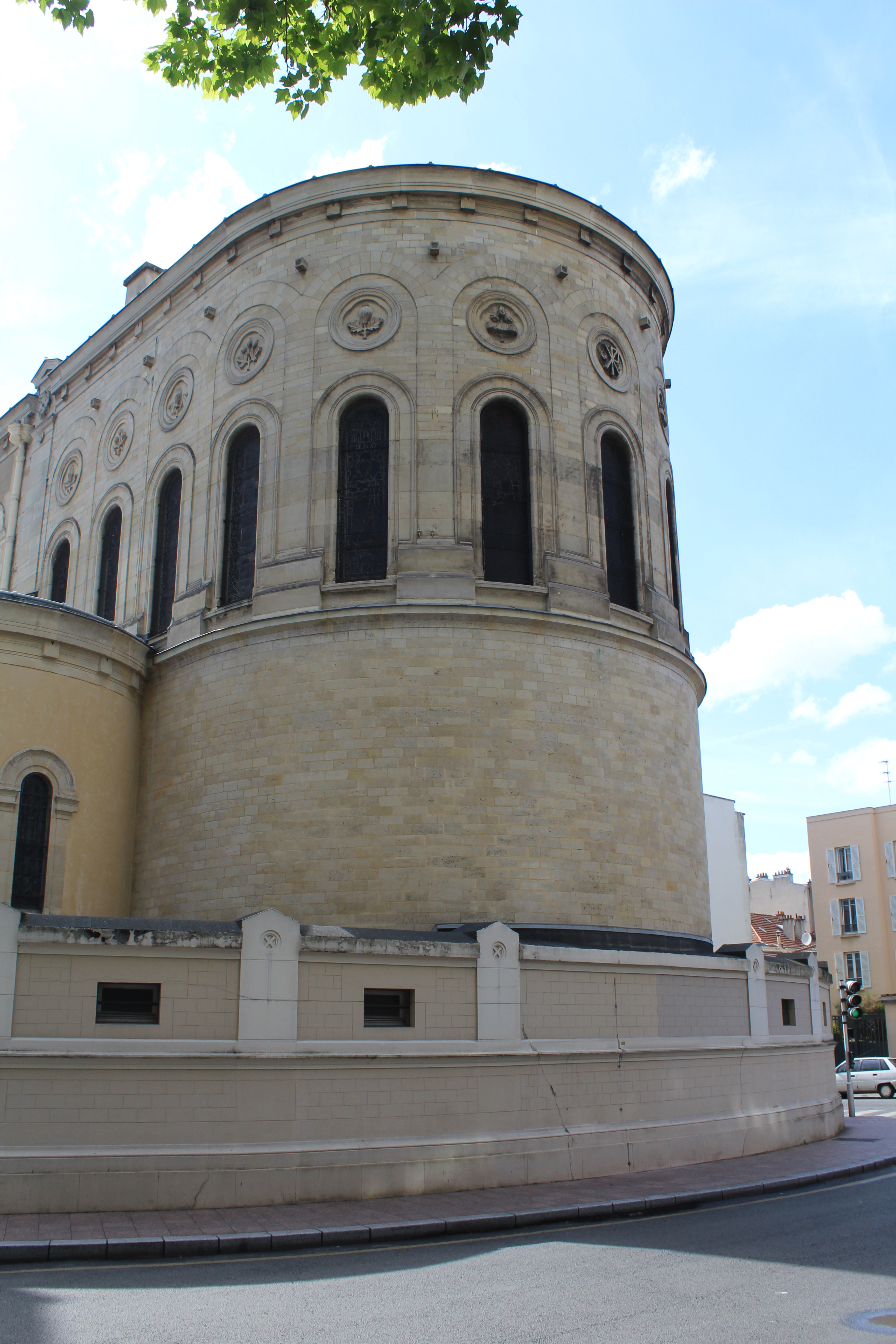
Le chevet de l'église.

- Façade : groupe des quatre Évangélistes et de saint Pierre (années 1860)[4] :
  - Saint Jean, Charles Iguel
  - Saint Luc, Jean-Constant Destrez
  - saint Marc, Edme Sornet
  - Saint Mathieu, Jacques-Eugène Caudron
  - Saint Pierre, Auguste Martin

- Calvaire	, François Rude (fin du XIXe siècle)[5]
- Chemin de croix[6]
- Fonts baptismaux (XVIIIe siècle)[7]
- Pietà (XVIe siècle)[8]
- Saint Jean-Baptiste (XIXe siècle)[9]

### Peintures
- La Multiplication des pains et la Remise des clefs à saint Pierre, Joseph-Jean-Félix Aubert (début du XXe siècle)[10]
- Saint Jérôme, Antoine-François Callet (fin du (XVIIIe siècle)[11]
- Saint Pierre, Léopold Durangel (fin du XIXe siècle)[12]

### Vitraux
L'église contient les vitraux suivants :	
- Sainte Mélanie faisant l'aumône, Jean-Prosper Florence (fin du XIXe siècle)[14] ;
- Saint Louis, Jules Gaspard Gsell (XIXe siècle)[15] ;
- Série des peintres-verriers Negars, Neret et Royer (début du XXe siècle)[16] :
  - Saint Pierre ;
  - Saint Paul ;
  - Sainte Geneviève ;
  - Saint Alphonse ;
  - Saint Michel ;
  - Sainte Jeanne d'Arc ;
- Vitraux, Antoine Lusson (1860)[17],[18],[19] ;
- Saint Rémi (XIXe siècle)[20] ;
- Oculus zénithal (XIXe siècle)[21].

### Autres objets
- Chaire (fin du XIXe siècle)[22] ;
- Ciboire (XIXe siècle)[23] ;
- Ostensoir (milieu du XIXe siècle)[24]
- Monument funéraire d'Alexis Auguste Surat (XIXe siècle)[25] ;
- Orgue (1890-1891), Aristide Cavaillé-Coll, partie instrumentale classée monument historique[26]) Jean Guilcher en est l organiste titulaire depuis 1993 ;